# STS-71
STS-71, voluit Space Transportation System-71, was de derde Spaceshuttlemissie naar het Russische ruimtestation Mir, uitgevoerd door de Space Shuttle Atlantis. Het was voor het eerst dat de Atlantis daadwerkelijk gekoppeld werd aan het ruimtestation. De Atlantis werd gelanceerd op 27 juni 1995.
|  |  |  |

## Bemanning
- Robert L. Gibson (5), bevelhebber
- Charles J. Precourt (2), piloot
- Ellen S. Baker (3), missiespecialist
- Bonnie J. Dunbar (4), missiespecialist
- Gregory J. Harbaugh (3), missiespecialist

### Gelanceerd: Mir-19 crew
- Anatoli Solovjov (4), MIR-19 aan de crew toegevoegd
- Nikolaj Boedarin (1), MIR-19 aan de crew toegevoegd

### Geland: Mir-18 crew
- Norman E. Thagard (5), MIR-18 teruggekeerd op Aarde
- Vladimir Dezjoerov (1), MIR-18 teruggekeerd op Aarde
- Gennadi Strekalov (5), MIR-18 teruggekeerd op Aarde

|  |  |  |
|  |  |  |

## Missieparameters
- Massa: 12.191 kg payload
- Perigeum: 342 km
- Apogeum: 342 km
- Glooiingshoek: 51.6°
- Omlooptijd: 88.9 min

|  |  |  |
|  |  |  |

## Mir dockingmissie
- Gekoppeld: 29 juni, 1995, 13:00:16 UTC
- Afgekoppeld: 4 juli, 1995, 11:09:42 UTC
- Gekoppelde tijd: 4 dagen, 22:09:26